# Älskar, älskar inte (TV-serie)
Älskar, älskar inte är en svensk realityserie som hade premiär på Kanal 5 i januari 2021. Den fjärde säsongen har en planerad premiär i februari 2024 på samma kanal. Programledare för säsongen är Agneta Sjödin.

## Om programmet
I programmet får tittarna följa med svenskar som förälskat sig i någon från ett annat land. Nu planerar partnern att flytta till Sverige. Kommer kärleken att överleva den stora förändringen?
Programmet vann Kristallen i kategorin Årets realityprogram år 2021.